# Nechay Olivér
Nechay Olivér Lippa (ma: Románia), 1913. február 16. – Budapest, 1979. június 28.) gyógyszerész, jogász. Az államtudományi jogi doktori diplomával és széleskörű vegytani és toxikológiai ismereteinek birtokában közigazgatási jogalkotó  a növényvédelem területén „a magyar növényvédelem aranykorában” (1959-1985), az Agrárminisztérium növényvédelmi és agrokémiai szakmai irányításának helyettes vezetője az 1959-1974 időszakban.

## Élete
Középiskolai tanulmányait Gödöllőn a Premontrei Gimnáziumban végezte, majd a Budapesti Orvostudományi Egyetem Gyógyszerész szakán szerzett gyógyszerész diplomát. 1935-1940 között a Budapesti Pázmány Péter Tudomány Egyetem Jogtudományi Karán jogi tanulmányokat is folytatott, majd 1941-ben a Kolozsvári Magyar Királyi Ferenc József Tudományegyetemen Jog- és Államtudományi Karán államtudományi doktori (doctor rerum politicarum, dr. rer. pol.) címet szerzett. Jogi tanulmányai közepette folyamatosan dolgozott gyógyszerész kutatóként Budapesten, a Gyógynövénykísérleti Állomáson  (alapítva Budapesten 1915-ben), ahol vegyész, majd fő vegyész volt. Felesége: Horváth Éva ugyancsak gyógyszerész, akivel öt gyermeküket nevelték.
Talán nem véletlen, hogy az öt Nechay gyermek közül kettő is (Gábor és Erzsébet) a természet- és környezetvédelem területén helyezkedtek el, és tevékenységükkel erősítették a környezetvédelmi tárcát.

## Munkássága
A második világháború időszakában gróf Teleki Pál  felkérésére báró Bánffy Dániel vezette Földművelésügyi Minisztériumnak a Növényegészségügyi Osztályára került Nechay Olivér 1941 decemberében, ahol jogalkotási feladatokkal foglalkozott.
Munkáját 1945 után is folytathatta, azonban osztályidegen származása miatt megfigyelésnek és olykor felettesei részéről érkező zaklatásnak kitéve. Ebben a sorsfordító időszakban (1957-1989) a Földművelésügyi Minisztériumban 1959-ben lettek munkatársak Nechay Olivér és Nagy Bálint főosztály vezető. Az osztálykülönbségek ellenére kettőjüket 15 szoros munkakapcsolatban eltöltött év kapcsolta össze, melyben Nechay a növényvédelem jogi szabályozásának "karmestereként" irányított. A szenvedéllyé váló közös cél összetartásával cementált, kételkedés nélküli bizalom alakult ki közöttük a „magyar növényvédelem aranykorában”. A nemzetközi sikerű együttműködésüknek a szakmaiság, a növényvédelem fejlesztésének közös céljai és felelőssége volt az alapja. Nagy Bálint karizmatikus vezető személyiség volt, de akinek ellentmondást nem tűrő természete miatt sokan voltak ellenzői, saját önkritikus jellemzése szerint is: „…idomíthatatlan voltam, mint a macska”. Nagy Bálint és Nechay Olivér közös munkával alakították ki azt a stratégiai koncepciót, amely Soós Gábor földművelésügyi miniszterhelyettes, (majd 1967-től MÉM) államtitkár támogatásával is találkozott: a gépesítés és kemizálás (a műtrágyázás, peszticid használat) lettek a fő csúcsterületek. Az intenzív mezőgazdasági termelés során, a kemizálás terjedésével megnőtt a peszticid-felhasználásból eredő környezeti veszélyesség, aminek felelős és szakszerű nagyüzemi irányító szakembereinek képzésére – Szepessy István professzor kezdeményezésére, Nechay Olivér irányítása alatt – 1960-ban megkezdődött a felsőfokú agrár-képzésekben a növényvédelmi szakmérnökök, (ma: növényorvosok) képzése is.
A „magyar növényvédelem aranykora” az 1959-es esztendővel, Nagy Bálint, az első növényorvos főosztályvezetői kinevezésével kezdődött, és az 1983-as év közepéig tartott (Eke István, 2014, Jordán László, 2021). Az 1967-ben megalakult Mezőgazdasági és Élelmezésügyi Minisztérium (MÉM) önálló, Növényvédelmi Főosztályának szervezetére vonatkozó – a számos, korábbi jogszabályban megfogalmazott rendelkezést egységes rendszerbe foglalta – az 1968. évi 32. törvényerejű rendelet a növényvédelemről (1968.évi 32. tvr.), az ún. Első Növényvédelmi Kódex nek is nevezett jogi keret, melynek szakmai koordinátora, felelőse Nechay Olivér volt. A növényvédelem feladata már nem csak a károsítók elleni védekezést jelenti, hanem megjelenik az első, lényegi élelmiszerbiztonsági rendelkezés: az egészségre ártalmas növényvédő szermaradékot tartalmazó növények felhasználásának és forgalmazásának tilalma is.
A Növényvédelmi Főosztály irányítása alá tartozott a Növényvédelmi Szolgálat és a megyei és a fővárosi növényvédő állomások, az 1973-ban megalakult Növényvédelmi Központ, majd 1976-tól: a Növényvédelmi és Agrokémiai Központ (MÉM NAK), amely 60 éves tevékenységének részleteiről Pálmai Ottó, illetve a „magyar növényvédelem aranykoráról” Eke István 2014-ben adtak részletes szakmai, kronológiai összefoglalót. Ezen időszak számos intézkedési eleme között a nagyüzemi gazdaságok tábláinak növényvédelmi kezeléseinek megszervezésére Szász Árpád (1935-2021) kapott megbízást 1959-ben a Repülőgépes Növényvédő Állomás létesítésekor, és aki a mezőgazdasági repülőgépes és helikopteres növényvédelem technológia fejlesztője is volt. Szász Árpád olyan kiváló szakemberekkel dolgozhatott együtt, mint Dohy (Göllner) János, Ubrizsy Gábor, Nechay Olivér, Bordás Sándor, Szatala Ödön és Ujvárosi Miklós.
A növekvő kemizálás és környezetszennyezés veszélyeinek felismerésére azonban hamarosan sor került. Rachel L. Carson: Silent Spring (1962) könyve (magyar nyelven Néma tavasz, amely hazánkban is több kiadást ért meg: 1994, 1995, 2007) megpróbálta példákkal bizonyítani, hogy a DDT rovarölő szer, illetve más peszticidek maradandó környezeti károkat okozhatnak. Azzal érvelt, hogy az emberi test folyamatos kölcsönhatásban áll a környezetével, s így ki van téve a környezeti rendszerekben felhalmozódott mérgező anyagok hatásainak is. Szintén ez a tanulmány volt a kiindulópontja a DDT betiltásának.
1965 márciusában bekövetkezett nagymértékű halpusztulás a Balatonon, amit vélhetőleg a DDT, dieldrin és az ebből keletkező endrin (klórozott szénhidrogén rovarölő szerek) okozott, majd ugyanebben az évben egy újabb nagymértékű halpusztulás következett be, valószínűleg aldrin-mérgezés hatására (Virág Árpád, 1997). A halpusztulások okainak elemzése nyomán Magyarország volt az első a világon, ahol a DDT-t a tömeges balatoni halpusztulások miatt 1968-ban betiltották (Pethő Ágnes, 2011), hála Nechay Olivér toxikológusnak, aki híres volt széleskörű tudásáról és felelősségérzetéről, valamint Cieleszky Vilmosnak (1918-1989), aki az Országos Élelmezés- és Táplálkozástudományi Intézet (OÉTI)[ főigazgató helyettese volt.
Az USA-ban ez csupán 1974-ben történt meg, de hosszú volt az út odáig, hogy világszerte is betiltsák a DDT-t (és származékait), 2001-ben az ún. Stockholm POP’s Convention (Stockholmi Egyezmény) elfogadásával. Azonban veszélyességének ellenére még ma is a világ számos országában használják a DDT rovarölő szert, főképp a malária-terjesztő csípőszúnyogok elleni védekezésben.
Nechay Olivérhez hasonló, nagy formátumú toxikológus hiányát ma is megsínyli a növényvédelmi irányítás. Nagyon hiányzik az a bátor, megalkuvást nem tűrő, de korszerű orvosbiológiai nézőpont, ami a kiemelkedő környezeti problémák azonosításához és megoldásához elvezet. Nechay kitartóan küzdött a kemizálás veszélyeinek elhárítása érdekében. A növényvédő szerek súlyos mellékhatásainak szakmai követésével és bírálatával az orvos szakma ma is adós, miközben az ezredvégen ez még nagyon másként volt (pl. Nechay Olivér, Dési Illés, Czeizel Endre). Az orvostársadalomnak a kémiai és genetikai biztonság területéről (mutagénekre és GMO-termékekre gondolva) meghatározóan állást kellene foglalnia. Tompa Anna könyve, amely ugyan orvostudományi hiányterületet célzott meg, azonban számos kritika érte (Darvas, 2021).
Nechay Olivérről, akinek szakértelmét nem nélkülözhették, háttérben maradó, „osztályidegen” úriember volt, akit a kommunista diktatúra idején  személyében is megfigyeltek, „tevékenységéről” jelentéseket készítettek. A Nagy Bálint mellett betöltött moderátori, szürke eminenciás szerepét Vajna László professzor egy előadásában így jellemezte: „…és aki mindig vigyázott, hogy a megfeszített húr el ne szakadjon!”.
Nechay annak a kiváló nemzedéknek a tagja, amelyhez a botanikus Ujvárosi Miklós (1913–1981) pályatárs is tartozott. Egy olyan időszakban teljesítette küldetését, amelytől értékrendje meglehetősen távol állt, egy hitetlen világban hitet tudott átadni az embereknek. Mestere volt a növényvédelmi kémiának, toxikológiának, szakigazgatásnak, az egymástól elválaszthatatlan növény- és emberegészségügynek. 1978-ban a mikotoxinok először kerültek a figyelem fókuszába az erős Fusarium-fertőzöttségű búza termés nyomán: Nechay elnökletével az általa összehívott Első Országos Mikotoxin Értekezleten (1978. november 3.) orvosok, állatorvosok és növényorvosok (növényvédelmi szakemberek) körében azok növény-, állat- és humánegészségügyi kockázataira irányította rá a figyelmet, mert „Mikotoxin világban élünk” (N.O.).
Nechay 1974-ben ment nyugdíjba 61 évesen, ekkor második alkalommal kapta meg a magyar munka érdemrend ezüst fokozata (állami) kitüntetést. 1975-ben – a növényvédelmi szakmának, a növényorvoslásnak – a tudományterület specialitásától függetlenül – a legkiemelkedőbb személyiségeinek elismerését jelentő szakmai kitüntetéssel, a Horváth Géza-emlékéremmel is megtisztelték, egyidejűleg Jermy Tibor akadémikussal, a magyarországi agrozoológia, vagyis a mezőgazdasági-növényvédelmi állattan legnagyobb hatású képviselőjével. Nyugdíjasként a MÉM NAK szaktanácsadójaként felkérték a „Növényvédelem története” könyv megírására, amely töredékes kéziratnak azonban nyoma veszett.

## Részvétele az oktatásban
A Keszthelyi Felsőfokú Mezőgazdasági Technikum növényvédelmi szakán (1962-1968), kezdetben technikusokat képeztek, amelyet 1972-ben egyetemi „növényvédelmi üzemmérnöki” szakká minősítettek át, meghívott előadói között ott találjuk Nechay Olivért a Növényvédelmi Főosztály helyettes vezetőjét is.
Nechay Olivér címzetes egyetemi docensként számos egyetemi növényvédelmi kurzuson volt meghívott előadó Gödöllőn, Debrecenben, Keszthelyen a növényvédelmi higiénia, munka- és balesetvédelmi előírások betartatása, jog- és szakigazgatás tárgyak oktatásában.

## Tanácsadói tevékenysége
A növényvédelmi szakmai kérdésekben a véleményalkotás és döntés-előkészítési feladataiban a Növényegészségügyi Tanács (1945 előtt), majd néhány év szünetet követően az MTA Agrártudományok Osztályaként 1950-től MTA Növényvédelmi (Fő-, majd) Tudományos Bizottság néven folytatta munkáját Kadocsa Gyula (1950-1962) elnökletével, akinek halálát követően Ubrizsy Gábor lett a tanácsadó testület elnöke, és amelynek tagjaként Nechay Olivér (1962-1967) segítette a szakmai testület munkáját.

## Szakkönyv írás és lektorálás
Nechay Olivér szakmai tapasztalataival, a főosztályvezető helyettesi felelősségével bekapcsolódott a szakkönyvek írásába, de a szakkönyvek kollegiális lektorálásába is, az igényes korrektség ellenőrzésével.
Magyarországon évente nyomtatott kiadvány jelenik meg az engedélyezett növényvédő szerek listájáról a kereskedelmi megnevezéséről, hatóanyag(ok)ról, terméktípusról, rtékekről, toxikológiai veszélyességi besorolásukról, formulázási jelöléseiről, forgalmi kategóriákról, az alkalmazás dózisairól és sok más fontos információról a növényvédő szakemberek és a gazdálkodók számára. Ez a hatósági engedélyalapú „Engedélyezett Növényvédőszerek ….” szakkönyv-sorozat 1966-ban Nechay Olivér könyvével kezdődött. Azóta minden évben megjelenik, általában növekvő terjedelemben, 1993-tól már 2 kötetre bontva: „Növényvédő szerek, termésnövelő anyagok I-II….”, amelyek terjedelme – a peszticidek kínálatának szűkülését és a termésnövelő anyagok bővülését követve – a II. kötet egyre terjedelmesebbé vált. A naprakész digitális hatósági adatbázist a NÉBIH gondozza.

## Könyvei
Nechay Olivér szerzőként és/vagy társszerzőként 6 könyv megírásában vett részt.
- Berend Iván, Bognár Sándor, Csorba Zoltán, Jermy Tibor, Klement Zoltán, Milinkó István, Nagy Barnabás, Nechay Olivér, Podhradszky János, Reichart Gábor, Sántha László, Szelényi Gusztáv, Szijj József, Szirmay János, Ubrizsy Gábor (1954): Növényvédelmi Útmutató az 1954. évre. (Kacsó András szerk.). Földművelésügyi Minisztérium Kísérleti és Propaganda Igazgatósága, Budapest. 157 o.
- Mihalik Lajos, Nechay Olivér (1959): Növényvédelmi tájékoztató a földművesszövetkezetek részére. Műtrágya és Növényvédőszer Értékesítő Szövetkezeti Vállalat Kiadó, Budapest. 144 o.
- Bachó Zoltán, Boér András, Domokos Olga, Farkas László, Pap Mózes, Kacsó András, Tuli György, Kaczián Viktor, Nechay Olivér,  Szentgyörgyi László, Trefán László (1962): Növényvédelmi zsebkönyv.  Mezőgazdasági Könyv- és Folyóiratkiadó Vállalat,  Budapest. 311 o.
- Berend Iván, Békési Ferenc, Forgó Ferenc, Héger József, Jékely Endre, Medveczky István, Mészáros István, Molnár István, Nechay Olivér, Pálovics Béláné, Podányi Sándor, Simka István, Szabó József, Takács József (1960, 1965): Mezőgazdasági  szakigazgatás. Mezőgazdasági Kiadó, Budapest. 311 o.
- Nechay Olivér (1966): Növényvédőszerek. Mezőgazdasági Könyvkiadó Vállalat, Budapest. 133 o.
- Josepvits Gyula, Nechay Olivér (1968): Klórozott szénhidrogének helyettesítési lehetősége a növényvédelemben. Témadokumentáció. Mezőgazdasági és Élelmezésügyi Minisztérium Információs Központja, Budapest. 57 o.

## Lektori tevékenysége
1958 és 1978 között mintegy 32 könyv kiadásának előkészítésében volt felelős Nechay a szakmai pontosság és korrektség ellenőrzésének.
- Balázs Ferenc et al. (1958): Növényvédelmi útmutató az 1958/59. évre. (Kacsó András szerk.). Mezőgazdasági Kiadó, Budapest. 239 o.
- Erdélyi Tibor, Tengerdi János (1959): Permetezés, porozás a gyümölcsösben, szőlőben, szántóföldön és konyhakertben. Mezőgazdasági Kiadó, Budapest. 190 o.
- Bordás Sándor (1962): Munkavédelmi  óvórendszabályok növényvédőszerekkel dolgozók részére. Mezőgazdasági Kiadó, Budapest. 59 o.
- Erdélyi Tibor, Tengerdi János (1962): Permetezés, porozás a gyümölcsösben, szőlőben, szántóföldön és     konyhakertben. Mezőgazdasági Kiadó, Budapest. 227 o.
- Domokos Olga et al. (1963): Növényvédelmi zárszolgálati kézikönyv. Mezőgazdasági Kiadó, Budapest. 287 o.
- Manninger G. Adolf, Kacsó András, Kerekes Gyula (1963): Üzemi növényvédelem. (Fehér Gyula, Horváth Sándor, Muraközy Tamás, Sárközy Péter szerk.). A "Magyar Mezőgazdaság Termelőszövetkezeti Kiskönyvtára" sorozat. Mezőgazdasági Könyv- és Folyóiratkiadó Vállalat, Budapest.190 o.
- Bordás Sándor (1964): Veszélyes növényvédőszerek. Mezőgazdasági  Könyv- és Folyóiratkiadó Vállalat, Budapest. 555 o.
- Bohér András et al. (szerk. 1964): A Magyar Népköztársaság területén engedélyezett növényvédőszerek 1964-65. évi jegyzéke.Mezőgazdasági Kiadó, Budapest. 87 o.
- Pap Mózes, Sándor Ferenc, Szentgyörgyi László (1966): A házikertek és szórványgyümölcsösök növényvédelme. (Szőllősi Dezső szerk.). Mezőgazdasági Könyvkiadó, Budapest. 287 o.
- Nagy Bálint, Szentgyörgyi László, Boér András, Kozma Lajos, Bachó Zoltán, Tuli György, Szöllősi Dezső (1966): Növényvédelmi Útmutató. Mezőgazdasági Könyv- és Folyóiratkiadó Vállalat, Budapest. 370 o.
- Beccari F., Grainger J., Weichser B., Zadoks J.C., Ennis W.B. (1967): A  növénytermesztést ért veszteségek megállapításának módszerei. (Szakirodalmi tájékoztató / FAO Symposium on crop losses 1967 October, Rome) (Szalay-Marzsó László, Fabinyi Rudolf szerk.1969). Mezőgazdasági és Élelmezésügyi Minisztérium Információs Központja, Budapest. 239 o.
- Terényi Sándor, Josepovits Gyula, Matolcsy György (1967): Növényvédelmi kémia. Akadémiai Kiadó, Budapest. 462 o. ISBN 2399985670888
- Kádár András (1967): Az 1966. évi növényvédőszer-kísérletek eredményei. Mezőgazdasági és Élelmezésügyi Minisztérium, Budapest. 150 o.
- Bonta János, Bordás Sándor (1968): A mezőgazdasági  növényvédőszer-raktárosok útmutatója. Medicina Könyvkiadó, Budapest. 124 o.
- Berend  István, Farkas László, Nagy Barnabás, Szelényi Gusztáv, Bognár Sándor, Reichart Gábor (1968): Növényvédelmi enciklopédia I-II. (Ubrizsy Gábor szerk.). Mezőgazdasági Kiadó, Budapest. 1016 o.
- Hargitai Ferenc, Bordás Sándor (szerk. 1968): Engedélyezett növényvédőszerek 1968. Mezőgazdasági Kiadó, Budapest. 143 o.
- Hargitai Ferenc, Bordás Sándor (szerk. 1969): Engedélyezett növényvédőszerek 1969. Mezőgazdasági Könyvkiadó Vállalat, Budapest. 183 o.
- Bordás Sándor (1969): Munkavédelem a kémiai növényvédelemben. Mezőgazdasági és Élelmezésügyi Minisztérium Információs Központ, Budapest.123 o.
- Szentgyörgyi László, Kádár Aurél, Boér András, Pap Mózes, Szappanos István (1970): Növényvédelmi  technológia. (Sándor Ferenc szerk.). Mezőgazdasági Könyvkiadó Vállalat, Budapest.301 o.
- Schirilla György (1970): A növényvédelem jogi vonatkozásai. Mezőgazdasági Könyvkiadó, Budapest. 271 o.
- Kádár Tibor, Losonczy Béla, Szederkényi Miklós (1970): A növényvédőszerek egészségi ártalmainak megelőzése és elsősegélynyújtás'. "Munkavédelmi Kiskönyvtár 30.", Táncsics Könyvkiadó, Budapest. 248 o.
- Bordás Sándor (1970): Engedélyezett növényvédőszerek 1970. Mezőgazdasági Kiadó, Budapest.162 o.
- Hargitai Ferenc, Bordás Sándor (1974): Engedélyezett növényvédőszerek 1974. Mezőgazdasági Könyvkiadó Vállalat, Budapest. 226 o.
- Balogh Sándor, Kovács Viktor, Pap Mózes (1974): Növényvédelmi technológiá'k. (Sándor Ferenc szerk.) Mezőgazdasági Kiadó, Budapest. 336 o.
- Boér András, Hargitai Ferenc, Pap Mózes, Szentgyörgyi László (1974): Növényvédelem. Tankönyvpótló jegyzet/kézirat/1703/1. sz. Gyümölcstermesztő - kertész/1703/2.sz. Szőlőtermesztő – kertész, és 1703/3. sz. Zöldségtermesztő - kertész szakma tanulói részére. MÉM Szakoktatási Főosztály, Budapest. 195 o.
- Bordás Sándor (1975): Engedélyezett növényvédő szerek 1975. Mezőgazdasági Könyvkiadó Vállalat, Budapest. 276 o.
- Bory Miklós,  Kanizsay Jenő (1975): Jövedelmező háztáji növénytermesztés. Mezőgazdasági Könyvkiadó Vállalat. 263 o.
- Bordás Sándor (1976): Engedélyezett növényvédőszerek 1976. (Hargitai Ferenc, Kónya Árpád, szerk.) Mezőgazdasági Könyvkiadó Vállalat, Budapest. 239 o.
- Farkas Károly (1977): Növényvédő szerekről kertbarátoknak. Mezőgazdasági Kiadó, Budapest. 186 o.
- Lelkes Lajos, Bodor János, Balázs Klára (1977): Kiskertek és házikertek növényvédelmi naptára. Mezőgazdasági Kiadó, Budapest. 227 o.
- Rády Márta (1978): Agrokémia II'. (egyetemi jegyzet, kilencedik kiadás). Agrártudományi Egyetem Mezőgazdaságtudományi Kar Mezőgazdasági Kémiai Tanszék, Gödöllő. 137 o.
- Kovács Viktor, Szentgyörgyi László, Vályi István, Szappanos István, Kádár Aurél, Petró Ede (1978): Növényvédelmi technológiák 1979-1980.' (Sándor Ferenc szerk.) Mezőgazdasági Kiadó, Budapest. 451 o.

## Tisztelete és búcsúztatása
A mindenki által szeretett és tisztelt dr. Nechay Olivér, „Olivér bácsi” 1979. június 28-án hunyt el. Ravatalát római katolikus pap szentelte meg a Farkasréti temetőben július 6-án. Budapesten ezidőben tartották a 11th International Symposium on Fruit Tree Virus Diseases virológiai szakmai rendezényt 1979. július 3-11. között, melyet V. Németh Mária nemzetközileg ismert virológus szervezett (a Gyümölcsfák vírusbetegségeinek XI. Nemzetközi Szimpóziumának konferenciakötete 1981-ben jelent meg). A rendezvény fontosságát aláhúzza, hogy a legfelsőbb hazai növényvédelmi vezetők: a szakminiszter helyettese, Váncsa Jenő, Nagy Bálint a Növényvédelmi és Agrokémiai főosztály vezetője, továbbá számos külföldi szakvezető vett részt a jeles konferencián. Az Európai és Mediterrán Növényvédelmi Szervezet, az EPPO akkori általános igazgatója (1967-1984), dr. G. Mathys a szimpózium tiszteletbeli elnöke 1979. július 6-án átmenetileg felfüggesztette a konferenciát, hogy mindenki elbúcsúzhasson az akkoriban nagy becsben álló magyar növényvédelem helyettes vezetőjének, Nechay Olivérnek a ravatalánál.
Nechay Olivér hamvainak végső urnaelhelyezése 1979. július 18-án volt a Nemzeti Örökség Intézete által a Nemzeti Sírhelyek körébe tartozó Gödöllő-Máriabesnyői régi-temetőben (Kapucinusok rendház temetője), gróf Teleki Pál síremlékének közelében.

## Emlékezete
A "szürke eminenciás" emlékezetének, Nechay Olivér születésének 100. évfordulóján Nagy Bálint (2013-ban) egykori helyetteséről szakmai visszaemlékező cikkében közöl adatokat, amelyek - származási- és nézetkülönbségeik ellenére - az egykori nagyhatalmú főosztályvezető posztumusz elismeréséről tanúskodnak.
2024-ben a Magyar Növényvédelmi Társaság Növényvédelmi Klubjának 439. ülésén szeptember 2-án Nechay Olivér – egy történelmi időszak kiemelkedő „szürke eminenciása” címmel Budapesten tartottak megemlékezést.